# Suzanne Spaak
Pour les articles homonymes, voir Spaak.
Suzanne Spaak, née Suzanne Augustine Lorge le 6 juillet 1905 à Bruxelles, au 75, rue de la Croix de Fer, et morte le 12 août 1944 à la prison de Fresnes, est une résistante belge.

## Biographie
Issue de la haute bourgeoisie belge, Suzanne Spaak est la fille aînée de Louis Lorge (1864-1937), un agent de change belge, et de Jeanne Bourson (1872-1971). Première épouse de Claude Spaak, auteur dramatique, également belge, né à Bruxelles le 22 octobre 1904, elle est la belle-sœur du scénariste Charles Spaak et du ministre belge des Affaires étrangères Paul-Henri Spaak (1899-1972), l'un des Pères de l'Europe.  
Avant la guerre, elle est recrutée par l'Orchestre rouge, un réseau d'informateurs travaillant pour les renseignements soviétiques.
Réfugiée à Paris, elle rejoint en 1941 le Mouvement national contre le racisme (MNCR) dont elle prend la direction. Son appartement parisien, situé au no 9 rue de Beaujolais, devient alors un lieu de rencontre pour les représentants des différents mouvements de la Résistance.
Mais la lutte qui lui tient le plus à cœur est celle en faveur des enfants. Dès son entrée au MNCR, elle prend contact avec les hauts représentants de l’Église catholique pour les convaincre de condamner publiquement les discriminations et les persécutions exercées par le régime de Vichy. Elle contacte écrivains, magistrats, intellectuels, afin qu’ils apportent leur contribution à la lutte contre le racisme. Elle parcourt Paris et sa région pour trouver des familles d'accueil pour les enfants juifs. Les messages aux Français de sensibilisation au sauvetage des enfants sont sans cesse renouvelés dans la presse clandestine.
Une action spectaculaire de sauvetage des enfants bloqués dans les centres de l'Union générale des israélites de France (UGIF) est menée conjointement entre le MNCR et l’œuvre sociale du temple protestant de l'Oratoire du Louvre, La Clairière dirigée par Marcelle Guillemot avec le pasteur Paul Vergara. En février 1943, Suzanne Spaak apprend que des rafles menacent des enfants des centres de l’UGIF de la région parisienne. Elle prend alors contact avec le pasteur Vergara qui envoie des paroissiens de l'Oratoire du Louvre au siège de l’UGIF pour parrainer les enfants et leur permettre de sortir pour une promenade. Les enfants sont conduits à La Clairière.
Le lendemain, Suzanne Spaak revient à La Clairière, avec une liste de personnes désireuses de prendre en charge un enfant. Ce sont les éclaireuses aînées de l’Oratoire, qui assurent le convoyage. On remet à chacune la fiche comportant le nom de l’enfant, son adresse de placement provisoire et le lieu où il restera désormais caché. À partir du 15 février 1943 et les jours suivent, tous les enfants sortis des centres de l’UGIF, et d'autres enfants juifs du quartier, sont emmenés dans leur nouvelle famille. Suzanne Spaak a apporté de l’argent provenant des éditions de Minuit. 
Vers le milieu de l’année 1943, la Gestapo est sur sa trace pour sa participation au réseau parisien de l'Orchestre rouge, son nom ayant été découvert dans des documents saisis à Bruxelles lors du démantèlement, dans cette ville, de la centrale de ce réseau d'espionnage, située rue Royale et dissimulée derrière un commerce de vêtements. Se sachant menacée, elle veut protéger ses enfants qu'elle avait emmenés avec elle en France. Elle les ramène alors à Bruxelles où elle peut compter, pour les cacher, sur sa famille et des amis. Imprudente ou provocatrice, elle se montre un peu trop dans le milieu mondain bruxellois. Son fils Louis émettra l'opinion, plus tard, que Suzanne Spaak cherchait à attirer l'attention pour détourner les Allemands de retrouver ses enfants cachés, la Gestapo ne pouvant croire qu'elle aurait pris le risque de les ramener à Bruxelles où une surveillance serrée était exercée sur les milieux proches de la famille Spaak. Les nazis pouvaient croire que les enfants étaient restés à Paris et cette ruse paraît d'abord réussir. Mais des membres de la famille sont arrêtés, puis c'est Lucie, la fille aînée de Suzanne qui est faite prisonnière, et celle-ci est arrêtée à son tour. Par contre, son fils Louis échappe à l'arrestation. Pour les besoins de l'enquête menée en France contre le MNCR, Suzanne est ramenée à Paris, écrouée à la prison de Fresnes. Elle est condamnée à mort en janvier 1944 et torturée par le « bourreau de Prague » Heinz Pannwitz, qui la fait fusiller le 12 août 1944, treize jours avant la Libération de Paris[source insuffisante].
Suzanne Spaak a été reconnue comme Juste parmi les nations le 21 avril 1985 pour son action de sauvetage d'enfants juifs.